# Степовое (Коломакский район)
Степовое (укр. Степове), село, 
Резуненковский сельский совет,
Коломакский район,
Харьковская область.
Село Степовое ликвидировано в ? году.

## Географическое положение
Село Степовое находится в верховьях балки Бутовиная, по которой протекает пересыхающий ручей с запрудой.
На расстоянии в 2 км расположено село Анновка